# Линденберг, Ярослав
Ярослав Линденберг (пол. Jarosław Lindenberg) (родился 9 ноября 1956 года, Варшава, ПНР) — польский государственный деятель, дипломат. Посол Польши в Латвии, Эстонии, Болгарии, Черногории и Боснии и Герцеговине. Во времена ПНР был диссидентом.

## Биография
В 1971—1975 годах учился в XV общеобразовательном лицее имени Нарцизи Жмиховской в Варшаве, где и получил аттестат зрелости. Его одноклассником был Яцек Качмарский. Окончил факультет философии Варшавского университета. В 1985 году получил степень доктора наук. В 1980—1986 годах научный сотрудник филиала Варшавского университета в Белостоке. В 1986—1991 годах преподавал в Высшей школе специальной педагогики.
Принимал участие в акциях Солидарности. 3 мая 1982 года был задержан гражданской милицией во время демонстрации в честь Польской конституции в Старом городе в Варшаве. При задержании держал в руках бело-красный флаг и плакат «Солидарность победит». Приговорен к штрафу в размере 5000 злотых. Был интернирован во время военного положения с 8 мая по 12 июля 1982 года в лагере на Бялоленке. Во время интернирования отказался от сотрудничества с органами госбезопасности ПНР. Был руководителем секции культуры Клуба католической интеллигенции. В апреле 1984 года снова задержан за проведение Недели еврейской культуры, по доносу секретного сотрудника СБ «Неофита». Также обвинялся в публикации статей в белостокском издании «Солидарности». Был под наблюдением СБ, в том числе с 30 января 1985 года его телефон прослушивался, а корреспонденция перлюстрировалась. Дело было закрыто только 8 января 1988 года.
В начале 1990-х годов перешёл на работу в Министерство иностранных дел. Работал в Бюро министра, а в 1991 году получил задание организации польских дипломатических миссий в Латвии и Эстонии. Занимал должность посла Польши в Риге, а затем также был также аккредитован в Таллинне.
С 1997 года работал старшим советником министра в департаменте содействия и информации МИД. Затем посол Польши в Софии в 1998—2003 годах. После возвращения из Болгарии, работал в центральном аппарате МИДа в качестве начальника отдела Средней и Юго-Восточной Европы в департаменте Европы. Также член Генерального секретариата МИД.
С 2007 по 2011 года (за исключением двухмесячного перерыва летом 2010 года по болезни) — посол Польши в Подгорице.
С 2011 по 2018 года заместитель директора дипломатического протокола. Женат, имеет троих детей.
С 2018 по 2023 года — посол Польши в Боснии и Герцеговине.

## Награды
- Медаль Столетия возвращения независимости (2023)[5]
- Крест Свободы и Солидарности (2012)[6]
- Орден «Стара планина» (Болгария) (5 января 2004 года)[7]
- Нагрудный знак «За заслуги перед польской культурой» (2001)[8]
- Командор Ордена Трёх звёзд (1996)[9]